# Nicolaus Schmidt (Künstler)

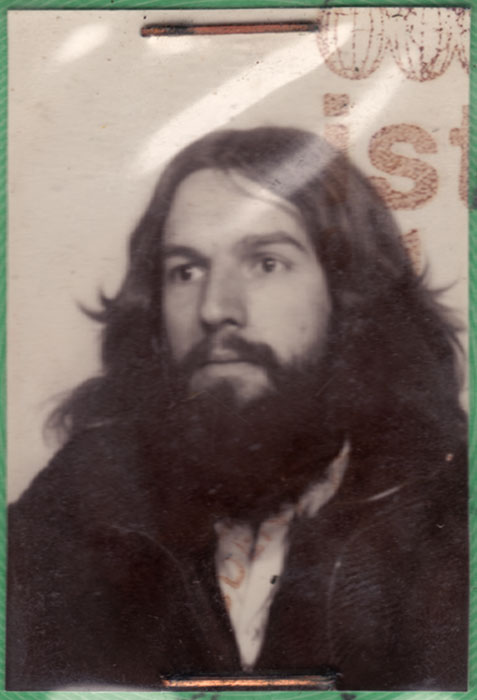
Nicolaus Schmidt (1974)

Nicolaus Schmidt (* 1953 in Arnis als Klaus Schmidt) ist ein zeitgenössischer Künstler und Historiker. Er lebt und arbeitet in Berlin.

## Leben
Nicolaus Schmidt studierte zu Beginn der 1970er Jahre an der Hochschule für bildende Künste und der Universität Hamburg. An der HfbK studierte er bei Kilian Breier, einem Fotografen, dessen Arbeiten zur konkreten Kunst zuzurechnen sind. Während des Studiums gründete er die Rosa, eine der ersten Zeitungen der sich damals entwickelnden Schwulenbewegung.
In den 1980er Jahren war er neben der künstlerischen Arbeit entwicklungspolitisch engagiert, von 1984 bis 1988 als Vorsitzender von terre des hommes Deutschland e. V. Er arbeitete als Kunstlehrer an der Bruno-Tesch-Gesamtschule und der Max-Brauer-Schule in Hamburg-Altona.
Im Dezember 1990 ersteigerte der Künstler zusammen mit seinem Partner Christoph Radke gegen eine Konkurrenz von Immobilieninvestoren in der ersten Auktion ostdeutschen Grundbesitzes nach der Deutschen Wiedervereinigung ein Mietshaus in Berlin Prenzlauer Berg. Der Auktion durch die „Berliner Grundstücksauktionen“ des West-Berliner Maklers Plettner waren Proteste der Hausbewohner vorausgegangen. Sie fand unter starker Präsenz der Medien statt und musste bedingt durch Protestaktionen zeitweilig unterbrochen werden. In den Presseberichten über die überraschende Wende bei der Versteigerung erklärte der Künstler, er und sein Partner hätten sich kurz vor der Auktion mit den Hausbewohnern verabredet, um im Falle einer Ersteigerung das Haus in Absprache mit ihnen zu sanieren.
Kurz nach der Auktion wurde in Presseberichten in Frage gestellt, ob das Haus überhaupt hätte versteigert werden dürfen, da es 1937 eine jüdische Vorbesitzerin hatte und ein Fall einer Arisierung gewesen sein könnte. Nicolaus Schmidt und Christoph Radke warfen dem Auktionator ein Jahr nach der Versteigerung vor, diese sei „ein faules Geschäft“ gewesen. Die Klärung der Eigentumsverhältnisse zog sich acht Jahre hin. Die Künstler kauften es schließlich von der Jewish Claims Conference, die sie selbst frühzeitig informiert hatten. Das Geschäft des Auktionators Hans Peter Plettner, der 1991 zu dieser Möglichkeit, der Arisierung, erklärt hatte, „dann habe ich eben mit Zitronen gehandelt“, wurde rückabgewickelt. Neben Nicolaus Schmidt und Christoph Radke leben heute weitere Künstler im Haus, ebenso wie noch einige der Bewohner aus dem Jahr 1990.

## Werk

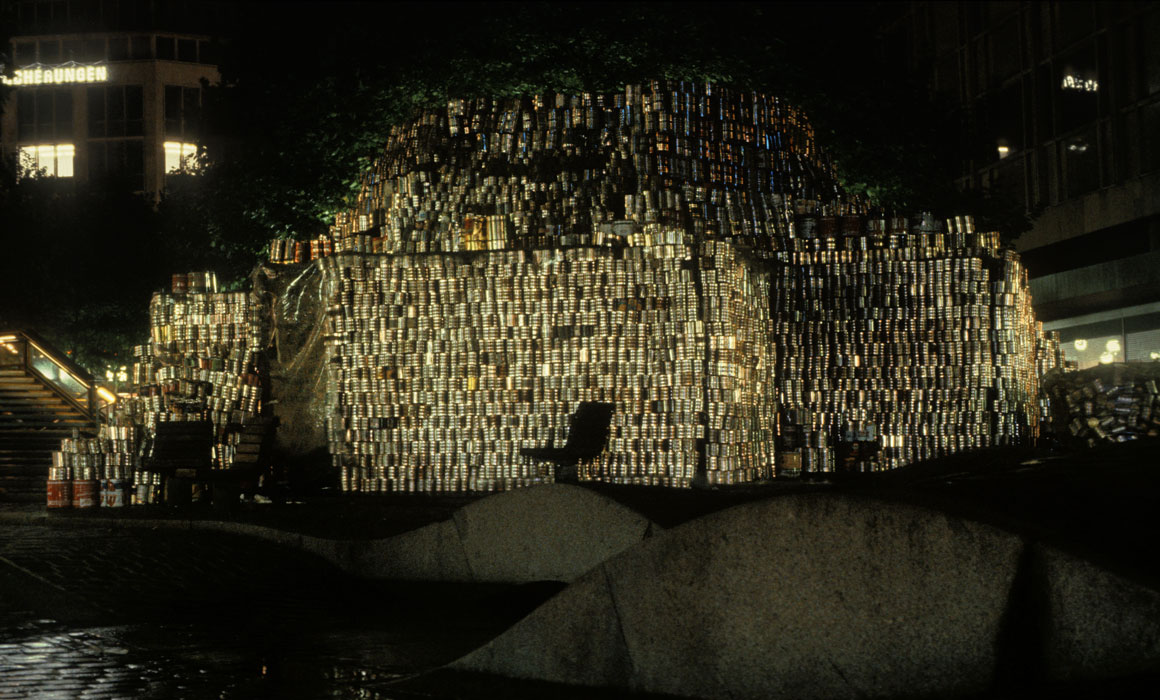
Cerro-Rico-Aktion, Hamburg 1982

### Aktionen im öffentlichen Raum
1982 stellte Nicolaus Schmidt in Hamburg mit der Cerro-Rico-Aktion eine Verbindung von Kunst im öffentlichen Raum und entwicklungspolitischer Arbeit her. Begleitet von einer Kampagne in den Medien wurden als Mitmachaktion an die 100.000 Weißblechdosen gesammelt und in Hamburgs Innenstadt als symbolischer, silbern glänzender Berg errichtet, der an den gleichnamigen Berg in Potosí in Bolivien, erinnern sollte. Schmidt erinnerte mit dieser Aktion an die historische Ausbeutung des Reichtums der südamerikanischen Länder durch die europäischen Nationen und wies auf das heutige Problem der Kinderarbeit in diesem 4000 Meter hoch gelegenen Berg hin.
Die Cerro-Rico-Aktion war das Vorbild für etliche andere entwicklungspolitische Öffentlichkeitsaktionen, bis hin zur Errichtung eines Schuhberges durch das Aktionsbündnis Landmine vor dem Brandenburger Tor in Berlin 1996.
Eine aktuellere Aktion im öffentlichen Raum war 2008 die Aktion RECONSTRUCCIÓN! (zusammen mit Christoph Radke) während der 10. Portes Obertes mit der ein Zeichen gegen die Abrisspolitik der Stadt Valencia im Stadtviertel El Cabanyal gesetzt werden sollte.

### Malerei, Grafik, Skulptur
Ab Ende der 1980er Jahre entwickelte Nicolaus Schmidt einen Werkbereich, den er Morphogramme nennt. Diese sind stark reduzierte Zeichen, die Schmidt aus den Formen menschlicher Körper ableitet. Ursprünglich als Malerei und grafische Arbeiten entstanden hat Nicolaus Schmidt die Morphogramme später zu reliefartigen Arbeiten weiterentwickelt. Ein Beispiel hierfür ist der Zyklus Zur Erschaffung Adams als Kunst im öffentlichen Raum in Berlin-Hellersdorf (1994).
Seit 2004 arbeitete Nicolaus Schmidt an einer Kosmographie Gayhane, die sich mit einem Amalgam aus westlicher und orientalischer Kultur beschäftigt und wieder eine Auseinandersetzung mit dem Projekt der schwulen Selbstverwirklichung beinhaltet.
In diesem Projekt vereinte Schmidt fotografische Porträts von Besuchern der schwul-lesbischen türkischen Partyreihe „Gayhane“ im Berliner Club SO 36 mit seinen morphographischen Zeichen, die er nunmehr zu einer arabisch anmutenden Schrift weiterentwickelt hat. Über dieses Projekt wurde die Fotografie zu einem wichtigen Medium für den Künstler. Als „KOSMOS GAYHANE“ erschien das Buch in Form einer Mappe mehr als fünfzehn Jahre später. In einem Schwarz-Weiß-Magazin wird dabei die Entstehung der Partyreihe Gayhane erstmals ausführlich dargestellt. Ein Multiple in Buchform zeigt u. a. die Porträts, die der Künstler mitten im Partygeschehen aufgenommen hatte, sowie Texte in der verschlüsselten Schrift. „Fotograf Nicolaus Schmidt hat der Partyreihe [Gayhane im SO36] nun ein Denkmal gesetzt.“ (Jan Feddersen in der taz)

### Fotografie

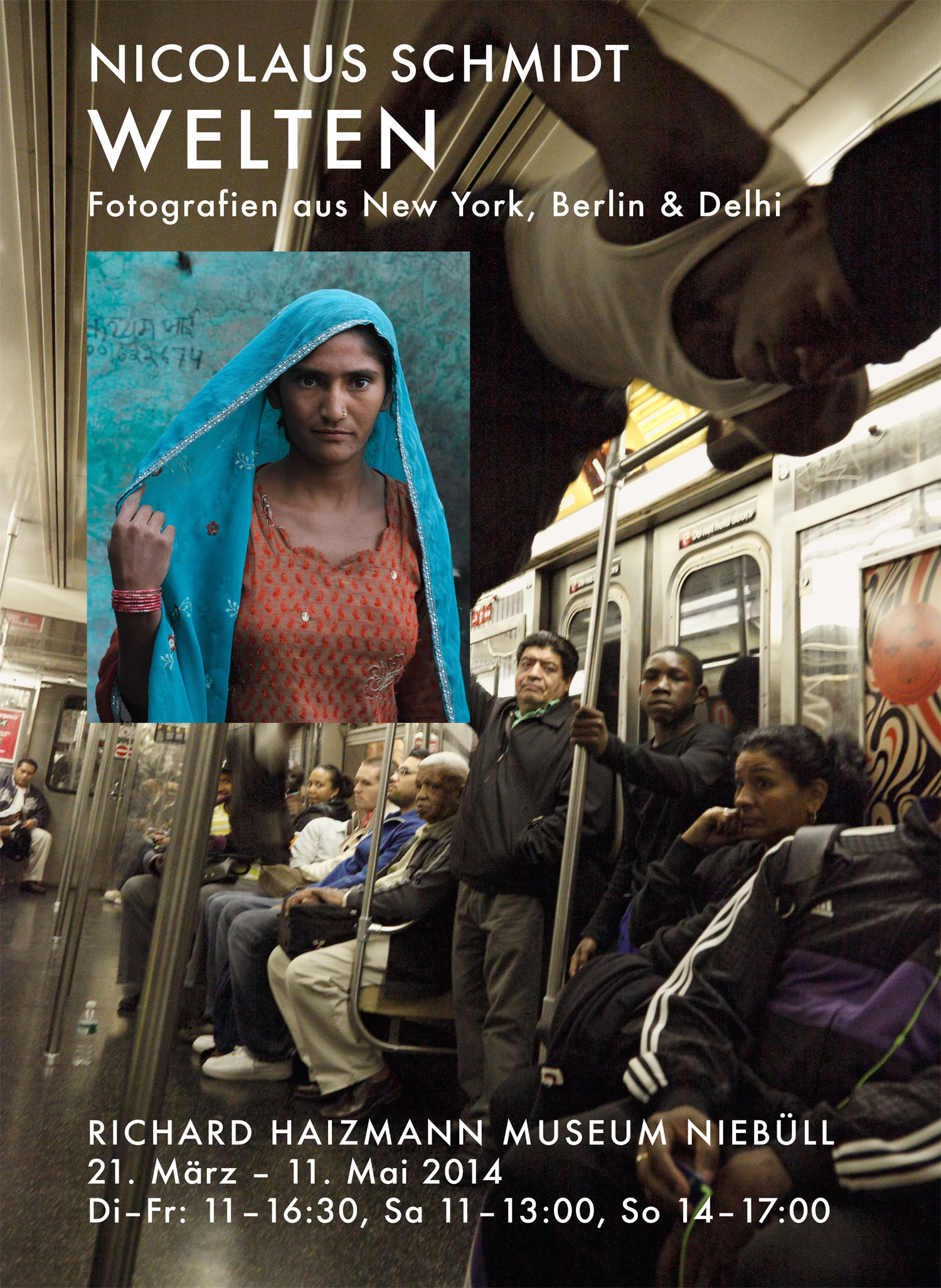
Nicolaus Schmidt, Plakat für Ausstellung WELTEN, Richard Haizmann Museum – Museum für Moderne Kunst Niebüll

Die fotografischen Projekte des Künstlers konzentrieren sich auf soziale Gruppen innerhalb einer Gesellschaft und soziale Interaktionen zwischen Menschen an einem Ort oder weltweit.
Nach der Kosmographie Gayhane (Berlin) entstand ab 2007 in Zusammenarbeit mit New Yorker Breakdancern das Projekt NYBP (New York Breakdancers Project). In einer ersten Ausstellung 2009 im Deutschen Haus der New York University zeigte der Künstler großformatige Fotografien zur Beziehung des Breakdance zum urbanen Raum. „Nicolaus Schmidts Fotos basieren auf der Idee, den Tänzern alle Freiheit in ihrer Performance zu geben und selbst als Fotograf wie ein quasi neutraler Beobachter aufzutreten.“' (Aboli Lion) Sein Buch Breakin’ the city (2010) ist ein Porträt New Yorker B-Boys in der Kulisse der urbanen Architektur. Die Fotos verbinden die Tanz- mit der Architekturfotografie, auch wenn er selbst sagt, er sei kein Tanz- oder Architekturfotograf. „Mich interessieren Menschen mit einer starken Ausstrahlung, die etwas Positives aus ihrem Leben machen, auch wenn die Umstände schwierig sind.“ In seinem Buch stellt Nicolaus Schmidt die Stadtlandschaft New Yorks als Experimentierfeld dar.
2011 publizierte Nicolaus Schmidt mit facebook: friends das erste Buch, das sich mit den Fotoalben der Millionen Facebook-Nutzer beschäftigt. In Referenz auf Arbeitstechniken des Kunsthistorikers Aby Warburg hat Schmidt in diesem Buch Fotos einzelner Facebook-Nutzer auf jeweils einer Doppelseite zu einer Komposition angeordnet. Als Ganzes will das Buch eine Materialsammlung sein.
2013 veröffentlichte der Künstler als zweites New-York-Buch „Astor Place | Broadway | New York“ über einen legendären Friseurladen, in dem bis zu 50 Friseure, eingewandert aus allen Ecken der Welt, in einem Kellerraum in Downtown Manhattan arbeiten. Laut Rheinischer Post ist das von italienischen Einwanderern gegründete Geschäft, „ein Museum, das lebt“. In ihm werde der „amerikanische Traum beim Frisör“ wahr.
Eine Ausstellung mit Fotografien von indischen Frauen im India International Centre, Neu-Delhi, hatte 2015 in Indien eine große Medienresonanz. Nicolaus Schmidts Fotografien reflektieren die Situation der Frauen, gefangen zwischen Tradition, Religion und Moderne. Die Widersprüche in den Beziehungen zwischen Männern und Frauen werden deutlich, ebenso das enorme Selbstbewusstsein beispielsweise von Dalit-Frauen aus abgelegenen Dörfern in Uttar Pradesh. Zur Ausstellungseröffnung waren einige der vom Künstler abgelichteten Frauen anwesend. Die Geschichte der Urmila Gorakh, die als Dalit-Frau auf dem Weg nach Delhi zum ersten Mal in ihrem Leben Eisenbahn gefahren war und dann bei der Eröffnung völlig selbstverständlich mit dem deutschen Botschafter Michael Steiner plauderte, wurde von mehreren Medien wiedergegeben. Die Ausstellung und das Buch INDIA WOMEN fanden auch in der europäischen Presse eine breite Resonanz. Die Neue Zürcher Zeitung schrieb 2015, „Wenngleich Opfer eines hartnäckigen Patriarchats, wirken die Frauen in Schmidts Bildern nicht schwach. […] Seine Fotos zeigen ein entmythisiertes Indien und machen die Macht der sozialen Strukturen sichtbar.“
Das zweite fotografische Projekt zu Indien, INDIA TECTON, ist das Ergebnis einer zehnjährigen fotografischen Recherche zu Formen indischer Architektur. Es zeigt in stark fokussierten Fotografien eine komplexe, facettenreiche und vielfältige Geschichte Indiens am Beispiel seiner Architektur. Eine erste Ausstellung wurde 2022 vom India International Center in Neu-Delhi gezeigt; die zweite, im Mai 2023, im Goethe-Institut Bangalore war eine Kooperation mit dem Museum für Kunst und Fotografie Bengaluru, M.A.P.

### Geschichte
2010 veröffentlichte Nicolaus Schmidt eine Recherche zur nationalsozialistischen Vergangenheit des schleswig-holsteinischen Künstlers Gerhart Bettermann, der bis dahin als Musterbeispiel eines engagierten linken Künstlers galt. Die Recherche fand ein großes Echo in den Zeitungen Schleswig-Holsteins. Als Reaktion wurde daraufhin eine in Kappeln geplante Ausstellung von Schmidt abgesagt. Die abgesagte Ausstellung mit Fotografien aus dem Breakdancer-Projekt konnte schließlich in Arnis, der unweit von Kappeln gelegenen Geburtsstadt des Künstlers, gezeigt werden.
Anlässlich des 350. Gründungsjubiläums der heutigen Stadt Arnis, veröffentlichte Nicolaus Schmidt 2017 sein Buch „Arnis 1667–2017“. Mit mehr als 30 Artikeln legte er damit die erste wissenschaftlich fundierte Darstellung der Geschichte von Deutschlands kleinster Stadt vor. In der allgemeinen Geschichte stellt der Autor eine Reihe von neuen historischen Erkenntnissen, etwa zur Auseinandersetzung zwischen Herzog Christian Albrecht von Schleswig-Holstein-Gottorf und Detlef von Rumohr vor. Hiernach war die Gründung des Schifffahrtsstandortes Arnis einerseits eingebunden in die Politik der Loslösung des Herzogtums vom dänischen Königreich, andererseits der Versuch, über diese Gründung, ähnlich wie schon bei der Gründung Friedrichstadts, eine zusätzliche Einnahmequelle für das zerstückelte Herzogtum zu gewinnen. Der Kontrahent Detlef von Rumohr, der die Kappelner in die Leibeigenschaft drängen wollte und zur Auswanderung nach Arnis zwang, war dagegen im Dienst der dänischen Armee gewesen.

## Ausstellungen (Auswahl)
- 1987: Ve-Vie-Lu, Kunstverein Geheim, Hamburg
- 1992: Galerie Graf & Schelble, Basel
- 1994: Morphogramme, städtisches Museum Flensburg
- 1997: 26 Morphogramme eines jungen Mannes, Galerie ACUD, Berlin
- 2006: Gayhane, Ebene +14, Hamburg
- 2008: Kosmographie Gayhane, Deutsches Haus at NYU, New York
- 2008: RECONSTRUCCIÓN!, X. Portes Obertes, Valencia, Spanien
- 2009: God Dancing / Spiders Flipping, Deutsches Haus at NYU, New York
- 2011: Breakin' the city, Galerie Schmalfuss, Berlin
- 2012: Facebook: Freunde, Galerie Schmalfuss, Berlin
- 2013: Astor Place, Galerie Schmalfuss, Berlin
- 2014: Astor Hair, New York & Vokuhila, Berlin: Hairstyling & Social Marketplace, Deutsches Haus at NYU, New York
- 2014: Welten, Richard Haizmann Museum, Niebüll
- 2015: Diversity and Strength – Photographs of Women in India, India International Centre, Neu-Delhi, Indien
- 2015: MONSIEUR VUONG, Galerie der Kunststiftung K52, Berlin
- 2016: Frauen in Indien: Stärke und Vielfalt, Galerie Schwartzsche Villa, Berlin
- 2016: BREAKIN' THE CITY, VHS-Photogalerie, Stuttgart
- 2016: Topografie und Mythos (zusammen mit Tuguldur Yondonjamts), Galerie der Kunststiftung K52, Berlin
- 2017: INDIA WOMEN, VHS-Photogalerie, Stuttgart
- 2018: Deutschland in Vietnam, Deutsches Haus Ho Chi Minh City, Ho-Chi-Minh-Stadt
- 2018: Deutschland in Vietnam, Open-Air-Ausstellung in Großformaten, Deutsche Botschaft Hanoi
- 2019: Viet Duc – Fotografien, Kulturmuseum Huế
- 2022: INDIA TECTON – Architectural Expressions in India, India International Centre, Neu-Delhi, Indien
- 2023: INDIA TECTON, Goethe-Institut Bangalore, Bengaluru, Indien
- 2025: INDIA TECTON, Kunstverein Niebüll im Richard Haizmann Museum, Niebüll

## Publikationen

### Kunst, Fotografie
- Kunstverein Flensburg e. V.: Klaus Schmidt – Morphogramme, Flensburg 1994.
- Nicolaus Schmidt: Breakin' the City. Kerber Verlag, Bielefeld 2010, ISBN 978-3-86678-453-6.
- Nicolaus Schmidt: facebook: friends, Hrsg. Michael W. Schmalfuss. Kerber Verlag, Bielefeld 2011, ISBN 978-3-86678-578-6
- Nicolaus Schmidt, Astor Place • Broadway • New York, Kerber Verlag, Bielefeld 2013, ISBN 978-3-86678-806-0.
- Priyanka Dubey, Nicolaus Schmidt: INDIA • WOMEN. Hrsg.: Doreet LeVitte-Harten, Kerber Verlag, Bielefeld 2014, ISBN 978-3-86678-990-6
- Nicolaus Schmidt: KOSMOS GAYHANE Hrsg. Kunststiftung K52, Art In Flow • Verlag für Zeitgenössische Kunst, Berlin, ISBN 978-3-938457-50-4
- Nicolaus Schmidt: INDIA TECTON – Gebautes Indien / Architectural Expressions in India, Hrsg. Kunststiftung K52, Deutscher Kunstverlag, Berlin, ISBN 978-3-422-98762-3

### Geschichte
- Nicolaus Schmidt: Die Ausmalung des Kappelner Rathaussaales 1937 – die andere Seite der Biografie des Gerhart Bettermann. In: Kunstgeschichte, Open Peer Reviewed Journal, 2011
- Nicolaus Schmidt: Willi Lassen – eine biografische Skizze. In: Demokratische Geschichte. Bd. 26, Schleswig-Holsteinischer Geschichtsverlag, 2015.
- Nicolaus Schmidt: Arnis. 1667 2017. Die kleinste Stadt Deutschlands. Wachholtz-Verlag, 2017, ISBN 978-3-933862-49-5
- Nicolaus Schmidt: Arnis vor 350 Jahren. In: Jahrbuch des Heimatvereins der Landschaft Angeln, Sörup 2017, S. 260 ff.
- Nicolaus Schmidt: Viet Duc, Deutsch-vietnamesische Biografien als Spiegel der Geschichte, Kerber Verlag, Bielefeld 2018, ISBN 978-3-7356-0484-2
- Nicolaus Schmidt: Sprechende Steine auf dem Arnisser Friedhof. In: Jahrbuch des Heimatvereins der Landschaft Angeln Nr. 83, Sörup 2019, S. 192 ff.